# Wes Richardson
Wes Richardson (Stoughton, 20 marzo 1930 – Kailua, 16 aprile 2011) è stato un giocatore di curling canadese.

## Biografia
Vinse tre edizioni dei campionati mondiali di curling:
- 1959, con Arnold Richardson, Garnet Richardson e Ernie Richardson.[2]
- 1960, con Arnold Richardson, Garnet Richardson e Ernie Richardson;
- 1962, con Arnold Richardson, Garnet Richerdson e Ernie Richardson;